# Louis Sullivan
Louis Henry Sullivan (3 tháng 9 năm 1856 – 14 tháng 4 năm 1924) là một kiến trúc sư người Mỹ. Ông và được gọi là "cha đẻ của các tòa nhà chọc trời" và "cha đẻ của chủ nghĩa hiện đại". Ông được coi là người sáng tạo ra các tòa nhà chọc trời hiện đại, là một người kiến trúc sư và nhà phê bình có ảnh hưởng lớn của trường phái kiến trúc Chicago. Ông cũng là một người cố vấn cho Frank Lloyd Wright, và là nguồn cảm hứng cho nhóm kiến trúc sư Chicago, những người đã được biết đến với tên gọi Prairie School. Cùng với Henry Nelson Richardson và Frank Lloyd Wright, Sullivan là một trong "ba người nổi bật được công nhận của nền kiến trúc Mỹ ". Quan niệm "Mẫu mã đi sau chức năng" là bắt nguồn từ ông mặc dù ông ghi nhận khái niệm này bắt nguồn từ một kiến trúc sư La Mã cổ đại. Năm 1944, ông là người kiến trúc sư thứ hai trong lịch sử được truy tặng Huy chương vàng AIA.

### Sách tiểu sử
- Columbian Gallery – A Portfolio of Photographs of the World's Fair, The Werner Company, Chicago, IL, 1894.
- Condit, Carl W., The Chicago School of Architecture, University of Chicago Press, Chicago, IL, 1964.
- Connely, Willard, Louis Sullivan as He Lived, Horizon Press, Inc., NY, 1960.
- Engelbrecht, Lloyd C., "Adler and Sullivan's Pueblo Opera House: City Status for a New Town in the Rockies", The Art Bulletin, College Art Association of America, June 1985.
- Morrison, Hugh, Louis Sullivan – Prophet of Modern Architecture, W.W. Norton & Co., Inc. New York City, 1963.
- Nickel, Richard; Siskind, Aaron; Vinci, John; and Miller, Ward. The Complete Architecture of Adler & Sullivan, Richard Nickel Committee, Chicago, Illinois, 2010.
- Sullivan, Louis, The Autobiography of an Idea, Press of the American institute of Architects, Inc., New York City, 1924.
- Sullivan, Louis, Kindergarten Chats and Other Writings, Dover Publications, Inc., New York City, 1979.
- Sullivan, Louis, Louis Sullivan: The Public Papers Ed. Robert Twombly, Chicago University Press, Chicago & London, 1988
- Thomas, George E.; Cohen, Jeffrey A.; and Lewis, Michael J.; Frank Furness – The Complete Works, Princeton Architectural Press, New York City, 1991.
- Twombly, Robert, Louis Sullivan – His Life and Work, Elizabeth Sifton Books, New York City, 1986.
- Vinci, John, The Art Institute of Chicago: The Stock Exchange Trading Room, The Art Institute of Chicago, 1977.
- Weingarden, Lauren S. Louis H. Sullivan: A System of Architectural Ornament [1924]. Art Institute of Chicago and Ernst Wasmuth Verlag (Germany); distributed by Rizzoli International (U.S.), Wasmuth (Germany), Mardaga (France), 1990.
- Weingarden, Lauren S. Louis H. Sullivan: The Banks. Cambridge, Mass.: MIT Press, 1987.